# Studio Filmowe Anima-Pol
Studio Filmowe Anima-Pol – studio filmowe powstałe w Łodzi w 1989 r. jako spółka polsko-francuska, a w roku 1991 przekształcone w prywatne studio filmowe.
Studio specjalizuje się w produkcji filmów animowanych i jako jedyne w Polsce realizuje animacje we wszystkich technikach. Dotychczas zrealizowało kilkadziesiąt seriali filmowych oraz programów edukacyjnych dla młodych widzów, jest także producentem licznych filmów autorskich, dokumentów oraz aktorskich filmów pełnometrażowych, zarówno dla dzieci, jak i dorosłych. Produkcje studia Anima-Pol były prezentowane i nagradzane na festiwalach w Polsce i za granicą, m.in. w USA, Bangladeszu, Niemczech, Urugwaju, Portugalii i na Słowacji. Studio Filmowe Anima-Pol angażuje się w międzynarodowe koprodukcje, współpracując z producentami m.in. z Hiszpanii, Francji, Austrii, Wielkiej Brytanii, Czech.
Obecnie rodzinną spółkę prowadzą wspólnie Jadwiga Wendorff (wieloletnia producentka filmowa), Joanna Wendorff-Østergaard (producentka) i Paweł Wendorff (reżyser, producent, scenarzysta i operator).

## Dorobek studia

### Seriale animowane i programy cykliczne dla młodego widza
Jednymi z pierwszych filmów zrealizowanych w studiu Anima-Pol były animacje z serii „Nauka i legenda” (1992–1995): Opowieść o bogini Amaterasu. Mit japoński, Opowieść o Kwaku i Władcy Nieba. Mit z Afryki Środkowej, Czarodziej na księżycu. Legenda polska, Opowieść o pierzastym wężu. Mit meksykański i Opowieść i Thorze i olbrzymach. Mit germański. Tutaj powstała też część serialu animowanego Sceny z życia smoków (odc. Spotkanie z 1994 roku i odc. Żaba z 1996 roku) na podstawie popularnej książki Beaty Krupskiej.
Na początku lat 90. studio rozpoczęło również realizację animowanego serialu o tematyce ekologicznej Notatnik przyrodniczy. Z 26 odcinków 24 powstały w Anima-Polu (dwa pierwsze wyprodukowała Wytwórnia Filmów Oświatowych). Serial otrzymał nagrodę Srebrne Koziołki oraz Wyróżnienie Jury Dziecięcego „Marcinek” na Międzynarodowym Festiwalu Filmów Młodego Widza „Ale Kino!” (Poznań 1996), a odcinek pt. Dlaczego słowik nie śpiewa? – otrzymał nagrodę na Festiwalu Filmów Ekologicznych EKOFILM w Ostrawie. Do edukacji ekologicznej Anima-Pol powrócił przy okazji produkcji serialu animowanego Kaktus i mały (II serie), którego pierwsza seria powstała na zlecenie Fundacji na Rzecz Zrównoważonego Rozwoju.
W latach 2014-2016 Studio Filmowe Anima-Pol produkowało serial Pamiętnik Florki, którego scenariusze powstały na podstawie książek dla dzieci Florka. Z pamiętnika Ryjówki, Florka. Listy do Józefiny, Florka. Listy do babci i Florka. Maile do Klemensa autorstwa Roksany Jędrzejewskiej-Wróbel.
Anima-Pol produkował nie tylko serie animowane – w latach 1997–1999 studio realizowało magazyn geograficzno-podróżniczy dla starszych dzieci „Południk 19.” (52 odcinki).
W 2000 roku Anima-Pol wygrał konkurs organizowany przez TVP we współpracy z Ministerstwem Edukacji Narodowej i Sportu z cyklu „Geografia Fizyczna Polski”, w ramach którego powstały audycje dla szkół podstawowych na przedmioty: edukacja regionalna – dziedzictwo w regionie, edukacja ekologiczna i przyrodnicza pod tytułem „Wyprawy z Azymutem” (10 odcinków).

### Krótko- i średniometrażowe filmy animowane i eksperymentalne
W 1997 roku Daniel Szczechura zrealizował w Anima-Polu film animowany Dobranocka, do którego projekty plastyczne stworzył Statys Edrigievicius. Film otrzymał Srebrne Koziołki dla najlepszego filmu animowanego oraz wyróżnienie jury dziecięcego „Marcinek” na Międzynarodowym Festiwalu Filmów dla Dzieci Ale Kino! (Poznań 1997) oraz Nagrodę Radia Kraków za najlepszą ścieżkę dźwiękową na Ogólnopolskim Festiwalu Filmów Krótkometrażowych (Kraków 1997). Do autorskich filmów dla młodego widza zalicza się też W odmętach kosmosu, czyli gdzie jest księżyc? w reżyserii Roberta Turło (2008), nagrodzony na Ogólnopolskim Festiwalu Autorskich Filmów Animowanych OFAFA w Krakowie Srebrną Kreską dla najlepszego dziecięcego filmu w kategorii filmu profesjonalnego, oraz Na cztery łapy, czyli szkolne przygody Pimpusia Sadełko Agnieszki Paszkiewicz, wyróżnione w Konkursie filmów o tematyce dziecięcej na Ogólnopolskim Festiwalu Autorskich Filmów Animowanych OFAFA.
W Studiu Filmowym Anima-Pol powstają także animacje dla dorosłych widzów. W 2007 roku został tu zrealizowany np. autorski film animowany Drzazga (Splinter) w reżyserii Wojtka Wawszczyka nagrodzony w kategorii filmów animowanych na Międzynarodowym Festiwalu Filmowym „Era Nowe Horyzonty”, a w roku 2008 średniometrażowy film Ruchome okno Stanisława Lenartowicza, za który reżyser otrzymał m.in. Nagrodę Katolickiego Stowarzyszenia Dziennikarzy na Festiwalu Mediów „Człowiek w zagrożeniu”.

### Filmy dokumentalne
Studio Filmowe Anima-Pol ma w swoim dorobku także filmy dokumentalne. Pierwsze z nich powstały już w 1995 roku i przedstawiały sylwetki Henryka Tomaszewskiego i Teresy Pągowskiej – polskich artystów grafików. W roku 2010 studio wyprodukowało średniometrażowy film dokumentalny o sztuce obozowej – obrazach i rysunkach powstałych w Auschwitz – pod tytułem Obrazy z fabryki śmierci, nagrodzony na Festiwalu Mediów „Człowiek w zagrożeniu” w Łodzi.

### Filmy fabularne
Anima-Pol jest także producentem filmów pełnometrażowych, w tym aktorsko-lalkowego filmu dla dzieci Tajemnica kwiatu paproci w reżyserii Tadeusza Wilkosza, czy też łączącego materiały archiwalne ze zdjęciami aktorskimi filmu Hobby. Daniel Szczechura (2002) w reżyserii Daniela Szczechury, sumującego jego dorobek filmowy.
Studio realizuje także pełnometrażowe filmy aktorskie. Wśród nich Belcanto (2010) Ryszarda Nyczki oraz wielokrotnie nagradzany (m.in. na amerykańskich festiwalach Long Island International Film Expo w Nowym Jorku czy Red Rock Film Festival) film w reżyserii Pawła Wendorffa Nie ten człowiek (2010); wystąpili m.in.: Wojciech Pszoniak, Gabriela Muskała, Kinga Preis, Krzysztof Globisz, Lesław Żurek, Piotr Adamczyk i Jan Frycz. W Anima-Polu powstał także pełnometrażowy film aktorski – Gabriel (2013) Mikołaja Haremskiego. Został on doceniony na festiwalach w Polsce i na świecie, w tym na Międzynarodowym Festiwalu Filmowym „Cinerockom” w Los Angeles, gdzie zdobył aż siedem nagród. Studio Filmowe Anima-Pol było także koproducentem filmów fabularnych: obrazu Szaleńcy (2005) w reżyserii Pawła Wendorffa oraz Kobieta z papugą na ramieniu (2002) w reżyserii Ryszarda Nyczki, nagrodzonego w 2002 roku Nagrodą Główną w konkursie kina niezależnego na Festiwalu Polskich Filmów Fabularnych w Gdyni.

## Projekty studia

### Projekty w developmencie
- Animacje: serial Brygada Żądło, Niesamowite przygody zagubionych skarpetek według scenariusza Justyny Bednarek.
- Filmy fabularne: W pana wieku to normalne Pawła Wendorffa – projekt wziął udział w X edycji programu developmentowego ScripTeast[4].

### Projekty w produkcji
- Animacje: III sezon serialu Pamiętnik Florki, IV sezon serialu Pamiętnik Florki, Sacculina Carcini w reż. Kasi Nalewajki.
- Filmy fabularne: Pośrednicy w reż. Pawła Wendorffa.
- Dokumentalne: Koń jest najważniejszy w reż. Daniela Szczechury.

## Powiązani twórcy
Studio Filmowe Anima-Pol od początku współpracuje z wieloma przedstawicielami animacji polskiej, w tym z Danielem Szczechurą, Stanisławem Lenartowiczem, Markiem Skrobeckim, Tadeuszem Wilkoszem, Robertem Turło, Wojciechem Wawszczykiem, Januszem Martynem.